# Tungari monteithi
Tungari monteithi is een spinnensoort uit de familie Barychelidae. De soort komt voor in Queensland.